# RapidQ
RapidQ (aussi connu sous le nom de Rapid-Q) est une variante gratuite et semi-orientée objet du langage de programmation BASIC.
Le compilateur est fourni avec des API permettant de développer aussi bien des applications console, graphiques ou des CGI. Il est également fourni avec un environnement de développement intégré qui permet la création d'interfaces utilisateur par glisser-déposer ou encore la coloration syntaxique.
Il est désigné comme semi-orienté objet par son auteur parce qu'il ne supporte que deux types de classe : les classes primitives, intégrées au langage, et les classes dérivées de celles-ci. Il n'est pas possible de créer des classes non dérivées des classes primitives. Le langage intègre en revanche des fonctions peu communes aux langages BASIC, dont les fonctions de rappels et la gestion des bibliothèques partagées.
Le compilateur RapidQ génère un bytecode qu'il lie avec son interprète pour former un exécutable qui ne nécessite pas l'installation d'un autre logiciel. Ceci a pour conséquence que les programmes RapidQ ont une taille minimale d'environ 150 kibioctets.
RapidQ est disponible pour Microsoft Windows, GNU/Linux, Solaris et HP-UX.

## Commandes de Rapid-Q

### Création
La création des programmes s'effectue avec des IDE complets comme RQWork ou Easy-Rapid qui permettent de gérer aussi bien les fenêtres que tous les autres types d'objet.

#### DIM
- Syntaxe :

```
           DIM {nom_valeur} AS {objet prédéfini à créer}
```

- Utilisation : DIM permet de créer des objets (fenêtre, boîte déroulante, texte...) avec leurs dimensions et autres informations prédéfinies.
- Exemple :

```
           DIM listederoulante AS QCOMBOBOX (créer une 
liste déroulante
 nommée listederoulante)
```

#### CREATE
- Syntaxe :

```
          CREATE {nom_valeur} AS {objet prédéfini à créer}
          {éventuelles dimensions et autres informations sur l'objet}
          {objets à créer (CREATE ou DIM inclus) dans l'objet (si c'est une fenêtre, par exemple)}
          END CREATE
```

- Utilisation : CREATE permet de créer des objets (fenêtre, boîte déroulante, texte...) en donnant leurs dimensions et autres informations ou en permettant de créer d'autres objets à l'intérieur de l'objet principal).
- Exemple :

```
           CREATE fenetre AS QFORM (créer une fenêtre appelée fenetre)
           CREATE texte AS QLABEL (créer une 
zone de texte
 appelée texte)
           Caption="Ceci est un texte QLABEL de RAPID-Q" (écrire le texte entre guillemets)
           END CREATE (texte est créé)
           END CREATE (fenetre est créé)
           fenetre.ShowModal (affiche fenetre)
```

### Objets

#### QFORM
- Syntaxe :

```
         DIM {nom de la fenêtre} AS QFORM
```

- Utilisation : créé une fenêtre du nom demandé.
- Exemple :

```
          DIM MaFenetre AS QFORM (créer 'mafenetre' en tant que fenêtre)
          MaFenetre.ShowModal (afficher mafenetre)
```

#### QBUTTON
- Syntaxe :

```
         DIM {nom du composant} AS QBUTTON
```

- Utilisation : créer un bouton tout simple.
- Exemple :

```
         DIM MaFenetre AS QFORM (créer 'MaFenetre' en tant que fenêtre)
         DIM MonBouton AS QBUTTON (créer 'MonBoutton' en tant que bouton)
         MonBouton.Parent = MaFenetre (dire qui est le conteneur du bouton ici : MaFenetre)
         MonBouton.caption = "&Ok" (donner un texte au bouton)
         fenetre.ShowModal (afficher mafenetre)
```

#### QLABEL
- Syntaxe :

```
         DIM {nom du composant} AS QLABEL
```

- Utilisation : créer une zone de texte.
- Exemple :

```
         DIM MaFenetre AS QFORM (créer 'MaFenetre' en tant que fenêtre)
         DIM MonBouton AS QBUTTON (créer 'MonBoutton' en tant que bouton)
         DIM monLabel AS QLABEL
```

```
'--- Propriétés de 'MonBouton'
         MonBouton.Parent = MaFenetre (dire qui est le conteneur du bouton ici : MaFenetre)
         MonBouton.caption = "&Ok" (donner un texte au bouton)
         Monbouton.top = 8
         MonBouton.left = 60
```

```
'--- Propriétés de 'MonLabel'
         MonLabel.Parent = MaFenetre
         MonLabel.caption = "Blah blah blah"
         MonLabel.left = 8
         MonLabel.top = 8
```

```
         MaFenetre.ShowModal (afficher mafenetre)
```